# Cyrba legendrei
Cyrba legendrei är en spindelart som beskrevs av Fred R. Wanless 1984. Cyrba legendrei ingår i släktet Cyrba och familjen hoppspindlar. Inga underarter finns listade i Catalogue of Life.